# SK Tepelen
Maillots
Le SK Tepelena est un club albanais de football basé à Tepelena.

## Historique du club
- 1945 - fondation du club

## Logos de l'histoire du club

Logo n°1